# Sakar International
Sakar International, Inc ist ein US-amerikanischer Hersteller und Distributor von Artikeln der Konsumelektronik, Computerzubehör und digitaler Fotografie sowie Zubehör für einen Massenmarkt. Im Jahr 2008 hat Sakar die Marke Vivitar erworben, im März 2009 die Marke Kodak für Fotoprodukte. Sakar hat auch Merchandising-Vereinbarungen für die Marken Crayola, Hello Kitty, Star Wars, Leap Frog, Spider-Man, The Incredible Hulk, Iron Man, Jeep, „Made for iPod“ und „For Dummies“. Sakar stellt Vorsatzlinsen her, die im Handel unter der Marke Digital Optics vertrieben werden. 
Der Sitz der Firma ist in Edison (New Jersey).